# Nisi Shawl
Denise Angela Shawl, mer känd som Nisi Shawl, född 2 november 1955, är en amerikansk science fiction- och fantasyförfattare, skribent och redaktör. Shawl föddes och växte upp i Kalamazoo i Michigan i USA och flyttade till Ann Arbor vid sjutton års ålder. Hon arbetade som bokförsäljare, au pair, kock och vaktmästare för att försörja sig samtidigt som hon arbetade på sin litterära karriär. Hon debuterade som skönlitterär författare med novellen "I Was a Teenage Genetic Engineer" 1989 och publicerade sin första roman 2016. Hon har också arbetade som lärare i skrivande och skrivit Writing the Other: Bridging Cultural Differences for Successful Fiction tillsammans med Cynthia Ward.
Hon delade James Tiptree, Jr.-priset 2008 för novellsamlingen Filter House.